# 宙ガール
宙ガール（ソラガール）は、宇宙に興味がある女性を指す流行的造語。株式会社ビクセンの登録商標である。

## 概要
学問的興味・ファッション的興味を問わず、実際に天体望遠鏡などで宇宙を観測・観察する行動的な女性を主に指す。2012年5月21日の日食（2012年5月21日午前7時30分前後（JST日本標準時）の金環日食）により、マスメディア等での使用が目立ち、宙ガールが注目されはじめた。
登録商標を持つビクセンは「星が好き 宇宙が好き 星ってキレイだな いろんな方法で宙（そら）を楽しむ全ての女性たち。」と定義付けしている。